# Peter Riis Andersen
Peter Riis Andersen (født 25. juli 1980) er en dansk mountainbikerytter, der har været tilknyttet Team ALB-GOLD fra Tyskland.
I 2004 deltog han i OL og opnåede en 18. plads.
Den 20. juli 2008 vandt Andersen det danske mesterskab i mountainbike.
Peter Riis Andersen var indstillet til at deltage i OL i Beijing 2008, men blev udelukket, da det 28. juli kom frem, at en dopingtest, som blev udført af Anti Doping Danmark den 25. juni viste ulovligt brug af stoffet epo. Ved samme lejlighed blev hans kontrakt med holdet Team ALB-GOLD ophævet. Senere samme dag indrømmede Peter Riis Andersen, at han havde taget epo fra maj 2008 for at kompensere for dårlige resultater i begyndelsen af sæsonen og frygt for at blive smidt af OL-holdet.